# Barefoot (película)
Barefoot o The Wedding Guest es una película estadounidense de 2014 dirigida por Andrew Fleming y protagonizada por Evan Rachel Wood, Scott Speedman, Treat Williams, Kate Burton y J. K. Simmons. Es una nueva versión de la película alemana Barfuss. Se estrenó en el Festival Internacional de Cine de Santa Bárbara el 2 de febrero de 2014, antes de recibir un estreno limitado el 21 de febrero de 2014.

## Sinopsis
Jay Wheeler, la "oveja negra" hijo de una familia rica, se encuentra con Daisy, una joven paciente psiquiátrica que ha sido criada en aislamiento toda su vida. Lleva a la joven ingenua a casa para la boda de su hermano para convencer a su familia de que finalmente ha arreglado su vida. Ella impresiona a la familia con su auténtico, aunque inestable, encanto. Su padre, sospechando que algo está mal, la presiona para obtener información en la boda. Ella sufre un ataque de pánico, y Jay la mete en un coche y se dirigen a la casa de sus padres. Después de buscar en los automóviles de su padre las llaves, encuentran un remolque clásico y se dirigen  a casa. En Shreveport, Luisiana, él la deja en una estación de autobuses, pero se empieza a enamorar de ella y termina cambiando de parecer, vuelve a por ella y se dirigen hacia su destino.
Luego se divierten en el camino. Pero cuando hacen una escala, hace una llamada telefónica al médico que estaba tratando a Daisy. Luego escucha su conversación que él va a llevarla de vuelta a Los Ángeles solo para traerla de vuelta al hospital psiquiátrico. Ella entonces llora, va al Remolque y conduce en círculos antes de estrellarlo. Jay entonces abre la puerta del RV y se apresura a llevarla a un restaurante. Jay, curioso acerca de Daisy que le dice que ella mató a su madre y luego le pregunta lo que quiere decir con matar a su madre. Más tarde, descubre que no mató a su madre - su madre se estaba muriendo y Daisy nunca escuchó voces, fue su madre quien los escuchó.
Cuando Jay besa a Daisy, los policías entran, esposan a Jay y llevan a Daisy lejos de él. La madre de Jay se entera de que Jay está en la cárcel y luego persuade a Jason de rescatarlo. Cuando Jay es rescatado, regresa a su apartamento, solo para descubrir que la puerta se ha roto y alguien ha roto en su apartamento. Luego mira la ventana y ve al hombre a quien le debe dinero. Luego huye del tipo y se apresura hacia el hospital psiquiátrico para ver a Daisy, pero la seguridad y el doctor le dicen que se vaya.
Desesperado, Jay va a la estación de tren y se acuesta en el carril para que la gente piense que está loco. La escena se traslada al hospital psiquiátrico cuando el Doctor que está manejando a Daisy lo está liberando porque él sabe que el motivo de Jay es solo para llegar a ver a Daisy. El doctor finalmente deja que Jay sea un paciente. El hombre a quien Jay debe dinero trabaja con Frakel, el tipo que Jay le dio un puñetazo cuando ese tipo trataba de engañar a Daisy para que fuera un médico. Para violarla. El hombre entonces viene a la habitación de Jay y lo estrangula con una cadena, pero por suerte, uno de los pacientes amigos de Jay aparece por detrás y golpea al tipo con un palo de escoba.
El médico entonces visita a Jay y se disculpa con él, diciendo que tiene razón sobre la madre de Daisy y Frakel. El Doctor entonces entiende que necesita liberar a Daisy y Jay. Después de eso, Jay recibe una nota y un cheque por $ 40,000 de su padre para pagar su deuda y regresar a casa. Daisy luego se reúne con Jay y ellos comparten un abrazo y un beso.
La última escena muestra a Daisy y Jay montando un carrusel.

## Elenco
- Evan Rachel Wood como Daisy Kensington.
- Scott Speedman como Jay Wheeler.
- Treat Williams como Sr. Wheeler
- Kate Burton como Sra. Wheeler
- J. K. Simmons como Dr. Bertleman

## Recepción
En Rotten Tomatoes tiene un 15% basado en 19 críticas, siendo considerada muy idealista, aunque en otros sectores es considerada como una sencilla pero muy interesante y atrapante comedia romántica.